# Арена Вати
Арена Вати (малайск. Arena Wati; 30 июля 1925 года, Калумпанг, Макасар, Индонезия — 25 января 2008, Куала-Лумпур) (псевд., наст. имя Мухаммад бин Абдул Бианг) — малайзийский прозаик и поэт. По-национальности бугиец. Национальный писатель Малайзии (1988).

## Краткая биография
В 1943 году окончил начальную голландскую школу, в 1953 году среднюю национальную школу. Во время Второй мировой войны работал матросом на судне (с 1943 года). С 1953 года проживал в Сингапуре, где работал в редакциях ряда малайских газет и издательств. В последующем жил в Джохор-Бару (1957—1961) и Брунее. Получил малайзийское гражданство. В 1962—1974 годах работал редактором в издательстве «Пустака Антара» в Куала-Лумпуре. С 1974 года он занимал должность научного сотрудника в Фонде Сабаха, в 1983—1985 годах — научного сотрудника Корнеллского университета (США), Лейденского университета (Нидерланды) и Киотского университета (Япония). В 1985—1989 годах был гостем-писателем Национального университета Малайзии, В 1989—1990 — гостем-писателем Совета по языку и литературе Малайзии.

## Творчество
Автор многочисленных рассказов и повестей с попыткой философского осмысления жизни («Круг», 1965; «Заложник», 1971; Цветок с могилы", 1987; «Берег надежды», 1990; трилогия «Армагедон», 2004 и др.). Роман «Заложник» в 1980-е годы был включён в список обязательных литературных произведений, изучаемых в средней школе. Писал также под псевдонимами Дута Муда и Патриа.

## Награды
- Литературная премия Юго-Восточной Азии, Таиланд (1985)
- Национальный писатель Малайзии (1988)
- Главная литературная премия Малайзии (1998/99)
- Литературная премия Мастра (2003)

## Память
- В апреле 2016 года выпущены марка и конверт специального гашения с изображением писателя [3].